# Madras Railway Schotterwagen
1905 beschaffte die Madras Railway 30 zweiachsige offene Güterwagen mit Schwerkraftentladung zum Einschottern der Gleise. Entwickelt und hergestellt wurden diese für die damalige Zeit modernen Selbstentladewagen von der Leeds Forge Company in Großbritannien in Zusammenarbeit mit dem Ingenieurbüro Hawkshaw and Dobson, die als beratende Ingenieure für die Madras Railway tätig waren.
Das Fahrgestell war aus gepresstem Stahl. Die Entladeklappen wurden mittels Hebeln betätigt, die über Trittbretter mit Handläufen, die oben über die gesamte Länge des Wagens verliefen, erreicht werden konnten. Diese Klappen konnten je nach Bedarf ein- oder beidseitig und ganz oder auch nur teilweise geöffnet werden.
Ob die Wagen 1908 bei der Aufteilung der Madras Railway zur neu gegründeten Madras and Southern Mahratta Railway oder zur South Indian Railway kamen und wie lange sie dort im Einsatz waren, ist nicht bekannt.